# 彭小苒
彭小苒（1990年12月3日—），出生於北京，中國主持人、演員，中國傳媒大學播音系畢業，2013年擔任"愛奇藝早班機"主持人開始演藝生涯，也是爱奇艺《面条新煮义》的主持人，由于爱奇艺主持人的曝光事件被网友所追捧。
2014年2月，出演靈異懸疑恐怖劇《靈魂擺渡》第一季。2015年3月，出席第八屆《綜藝》盛典，獲得“年度潛力主持人”。2016年5月，主演喜劇電影《龍門劫案》；7月，憑藉民國懸疑劇《老九門》中的大土司時懷禪，被觀眾認識。2017年1月，出演古裝劇《巴清傳奇》；8月，主演古裝言情劇《東宮》 2021年1月《精品風格雲盛典颁奖典礼》中獲「最受關注演員奬」 在第26屆《華鼎奬》中被提名中國古裝提材電視劇最佳女演員。2019年获得第四届金骨朵网络影视盛典年度人气女演员荣誉。
應援色為楓葉紅，粉絲名為「蝦米」。

## 經歷
2016年，因演出"老九門"中的角色時懷嬋，開始有些知名度，而後被范冰冰賞識，並進而成為范冰冰工作室簽約藝人。
2019年2月14日，主演電視劇《東宮》在大陸熱播，飾演天真無邪的西州九公主"小楓"，活潑可愛的演技令人眼前為之一亮，憑藉此劇讓大眾熟知，該劇由優酷全網獨播，台灣由LINE TV和Yahoo TV同步跟播。

## 電視劇／網絡劇
| 首播年份 | 名稱             | 角色              | 備註                     |
| 2014     | 靈魂擺渡第一季   | 周潔              | 網絡劇                   |
| 2014     | 香瓜七兄弟2      | Z星球資訊的女主播 |                          |
| 2014     | 不可思議的夏天   | 李子涵            | 網絡劇                   |
| 2014     | 同居損友         | 白潔              | 網絡劇                   |
| 2016     | 老九門           | 時懷嬋            |                          |
| 2019     | 東宮             | 曲小楓            |                          |
| 2021     | 理想照耀中国     | 其木格            | 單元《我们的乌兰牧骑》   |
| 2021     | 百炼成钢         | 田雨              | 單元《年轻的朋友来相会》 |
| 2021     | 君九龄           | 君九齡／君蓁蓁    |                          |
| 2022     | 冰雪之名         | 李冰河            |                          |
| 2022     | 星河長明         | 葉淩霜／白露      |                          |
| 2023     | 春闺梦里人       | 季曼／聶桑榆      |                          |
| 2023     | 為有暗香來       | 白洛              | 客串，網絡劇             |
| 2023     | 画眉             | 龐紅梅            |                          |
| 2024     | 长乐曲           | 青年周姁          |                          |
| 2024     | 大梦归离         | 齊小姐            | 網絡劇                   |
| 2025     | 淮水竹亭         | 珈蓝              | 網絡劇                   |
| 待播     | 走起我的天才街坊 | 沈諾              |                          |
| 待播     | 凤凰台上         | 凌蒼蒼            |                          |
| 待播     | 暗河传           | 慕雨墨            | 網絡劇                   |
| 待播     | 明月蒼茫         | 馮妙君            | 網絡劇                   |

## 電影
| 首映年份 | 電影名稱               | 角色   |
| 2016     | 《龍門劫案》           | 倩倩   |
| 2016     | 《魔獸兄弟》(網絡電影) | 前女友 |
| 2024     | 《传说》               | 欣然   |

## 電視節目
| 播出時間                | 節目名稱               | 備註                 |
| 2017年7月1日-9月16日    | 挑戰者聯盟第三季       | 固定成員，共12期     |
| 2019年4月14日           | 天天向上               | 節目嘉賓             |
| 2019年4月21日、4月26日  | 益起追光吧             | 明星脱貧公益行動     |
| 2019年4月24日           | 2019中國航天日文藝晚會 | 搭檔陳星旭演唱小星星 |
| 2019年4月27日           | 快樂大本營             | 節目嘉賓             |
| 2019年5月25日           | 非常靜距離             | 節目嘉賓             |
| 2019年6月21日           | 奔跑吧                 | 節目嘉賓             |
| 2019年8月4日            | 合唱吧！300            | VIP觀眾              |
| 2019年10月11日-12月14日 | 演員請就位 (第一季)    | 參賽演員，共10期     |
| 2022年2月20日           | 劇說很好看             | 《冰雪之名》專場     |
| 2022年2月26日、3月5日   | 飄雪的日子來看你       |                      |

## 節目/活動主持
| 播出時間                     | 名稱                         | 備註             |
| 2013年4月15日-               | 愛奇藝早班機                 | 與呂翔輪班主持   |
| 2014年8月25日-10月3日        | 麵條新煮義                   | 共15期           |
| 2014年10月27日               | 第九屆中國國際大學生動畫節   |                  |
| 2015年10月28日-2015年11月1日 | 第十屆中國國際大學生動畫節   |                  |
| 2015年12月5日                | 尖叫2016愛奇藝之夜           |                  |
| 2016年4月14日                | 電影《三人行》定檔發布會     |                  |
| 2016年6月14日                | 第一屆青年電影人之夜         |                  |
| 2016年6月15日                | 奧特曼之夜                   |                  |
| 2016年7月2日                 | 「I Do致青春」音為走心演唱會 |                  |
| 2016年8月27日                | 愛奇藝VIP會員粉絲嘉年華      | 與張大大共同主持 |
| 2016年10月28日-10月31日      | 第十一屆中國國際大學生動畫節 |                  |
| 2016年11月28日               | 2016芭莎男士年度盛典         |                  |
| 2016年12月19日               | 2017牛班戰略發布會           |                  |

## 音樂作品

### 單曲
| 年份   | 曲名           | 備註                         |
| ------ | -------------- | ---------------------------- |
| 2019年 | 初見（演員版） | 與陳星旭                     |
| 2019年 | 慢慢喜歡你     | 原唱:莫文蔚                  |
| 2022年 | 請你           | 《冰雪之名》電視劇上篇主題曲 |

## 獎項
| 年份   | 頒獎典禮                 | 獎項                         | 作品 | 結果 |
| 2015年 | 第八屆《綜藝》盛典       | 年度潛力主持人               |      | 獲獎 |
| 2019年 | 第二十六屆華鼎獎         | 中國古裝題材電視劇最佳女演員 | 東宮 | 提名 |
| 2019年 | 第一屆互聯網影視文娛盛典 | 年度網絡劇最佳女演員         | 東宮 | 獲獎 |
| 2019年 | 第四屆金骨朵網絡影視盛典 | 年度人氣女演員               | 東宮 | 獲獎 |
| 2021年 | 精品風格雲盛典           | 最受關注演員                 |      | 獲獎 |